# Сериа, Жоэль
Жоэль Сериа (фр. Joël Séria, настоящее имя Joël Pierre Emile Lichtlé; род 13 апреля 1936, Анже, Мен и Луара) — сценарист, кинорежиссёр, актер и романист.
В браке с актрисой Жанной Гупиль, отец актрисы Prune Lichtlé.

## Биография
В детстве режиссёр учился в нескольких католических интернатах. В 17 лет переехал в Париж, где в течение последующих 12 лет работал в качестве актера.
Его отец был военнопленным.
Первый полнометражный фильм Жоэля Сериа «Не избави нас от лукавого» режиссёр снял в 1970 году, фильм был запрещен цензурой, но впоследствии был показан в Каннах в 1971 и таким образом приобрел известность. Фильм был снят по мотивом реальной истории убийства Паркер-Хьюм, произошедшем в Новой Зеландии в 1954 году. По этой истории также был снят фильм Питера Джексона «Небесные создания».
В конце 1980-х — 1990-х годах работал на телевидении, принимал участие в создании нескольких эпизодов для детективного телесериала Нестор Бурма, а также для сериала Série noire (англ.).
В 2014 году он снял эпизод для 201-часового документального фильма «Синематон» режиссёра Жерара Курарта. Номер Сериа в коллекции — 2825.
В 2018 году ему была посвящена ретроспектива во французском кинотеатре Cinémathèque.

## Фильмография
- 1969 : Тень (короткометражка)
- 1970 : Не избави нас от лукавого (англ.)
- 1973 : Charlie et ses deux nénettes
- 1975 : Les Galettes de Pont-Aven
- 1976 : Куколка Мари (Marie-poupée)
- 1977 : Comme la lune
- 1981 : San-Antonio ne pense qu'à ça
- 1987 : Les Deux Crocodiles
- 2010 : Mumu (фр.)